# Velódromo de Abuya
El Velódromo de Abuya (en inglés: Abuja Velodrome) es el nombre que recibe un recinto deportivo en la ciudad de Abuya la capital del país africano de Nigeria. Fue inaugurado después de seis meses de construcción en el año 2002. La pista de ciclismo es de 250 metros de largo, está hecha de concreto y tiene un peralte de 42 grados. El pabellón tiene una superficie de 16.500 metros cuadrados. Excepto por el velódromo de ciclismo también es utilizado para conciertos y reuniones. En el otoño de 2008 se otorgaron aquí los primeros Premios de Música MTV africanos. El espacio fue planeado por el arquitecto de Münster, Ralph Schuermann.